# Hans-Christian Hege
Hans-Christian Hege (* 7. Mai 1954 in Deutschhof, Kapellen-Drusweiler, Rheinland-Pfalz) ist ein deutscher Physiker und Informatiker.

## Leben
Hans-Christian Hege studierte von 1977 bis 1984 als Stipendiat der Studienstiftung des deutschen Volkes im Hauptfach Physik sowie im Nebenfach Mathematik und Philosophie an der Freien Universität Berlin. Von 1984 bis 1989 war er wissenschaftlicher Mitarbeiter am dortigen Institut für Theorie der Elementarteilchen und arbeitete auf dem Gebiet der Quantenfeldtheorie, insbesondere zur Computersimulation von Gittereichtheorien. 1986 gründete er zusammen mit den Physikern Rolf Herken und Wolfgang Krüger, dem Informatiker Robert Hödicke sowie drei Investoren die Firma Mental Images und war dort bis 1989 als leitender Wissenschaftler in der Software-Entwicklung tätig.
Von 1989 bis 2020 war Hege als Wissenschaftler am Zuse-Institut Berlin (ZIB) tätig, anfangs in den Bereichen Hochleistungsrechnen und Computerphysik. 1991 gründete er eine Abteilung für Paralleles Rechnen und Visualisierung (heute: Visual and Data-Centric Computing), die er zu einer international sichtbaren Forschungsstätte für Datenvisualisierung und Visuelle Datenanalyse ausbaute. Dort entstand unter anderem das Visualisierungsprogramm Amira. Seine Forschungsarbeiten befassen sich mit grundlegenden Fragestellungen wie der Visualisierung von Vektorfeldern und darin enthaltenen Strukturen, der Visualisierung von Unsicherheiten in Daten, der geometrischen Rekonstruktion anatomischer Objekte aus Daten bildgebender Verfahren oder der statistischen Formanalyse.
Darüber hinaus befasste er sich mit einer Vielzahl anwendungsorientierter Fragestellungen. Dabei brachte er neu entwickelte Methoden in Kooperation mit Fachwissenschaftlern zur nutzvollen Anwendung, u. a. in den Naturwissenschaften (u. a. Quantenchemie, Biochemie, Molekularbiologie, Zellbiologie, Neurobiologie, Materialwissenschaft und Astrophysik), in der Medizin (insbesondere Therapieplanung in Onkologie, Angiologie und Orthopädie), in den Ingenieurwissenschaften (Medizintechnik, Strömungsmechanik), in den Umweltwissenschaften (Meteorologie, Klimatologie und Landschaftsplanung) sowie in der Archäologie und Museologie.
Hege ist Mitbegründer weiterer Firmen mit Geschäftsfeldern im Bereich der computerbasierten Visualisierung (1999: Indeed - Visual Concepts GmbH, heute Teil der Visage Imaging GmbH; 2005: Lenné3D GmbH).
Er ist Gründungsmitglied des DFG-Forschungszentrums MATHEON, des Forschungsverbunds ECMath der Einstein Stiftung Berlin und des Exzellenzclusters MATH+. Er hielt regelmäßig Vorlesungen über wissenschaftliche Visualisierung für Doktoranden der Informatik an der Universitat Pompeu Fabra in Barcelona sowie für Studierende des Digital Film Designs an der German Film School / Hochschule für digitale Medienproduktion (wo er 2003 zum Honorarprofessor ernannt wurde), der Babelsberg Film School und der Mediadesign Hochschule für Design und Informatik in Berlin. Weiterhin ist er Mitherausgeber der Buchreihe Mathematics and Visualization und der Filmreihe VideoMath im Wissenschaftsverlag Springer sowie mehrerer Monografien zum Thema wissenschaftliche Visualisierung.
Im Jahr 2016 wurde er zum Fellow von Eurographics ernannt, dem europäischen Berufsverband für Computergrafik und verwandte Bereiche. Ferner erhielt er den Lifetime Achievement Award 2024 der IEEE Visualization and Graphics Technical Community für seine lebenslangen grundlegenden technischen Beiträge zur Visualisierung und Visualisierungssoftware.

## Schriften
- (hrsg. mit Konrad Polthier) Visualization and Mathematics – Experiments, Simulations and Environments, Springer Verlag, 1997
- (hrsg. mit Konrad Polthier) Mathematical Visualization – Algorithms, Applications and Numerics, Springer Verlag, 1998
- (hrsg. mit Konrad Polthier) Visualization and Mathematics III, Springer Verlag, 2003
- (hrsg. mit Raghu Machiraju) Volume Graphics 2007, AK Peters, Wellesley, MA, USA, 2007
- (hrsg. mit David Laidlaw, Renato Pajarola und Oliver Staadt) Volume and Point-Based Graphics 2008, Eurographics Association, Aire-la-Ville, Schweiz, 2008
- (hrsg. mit Konrad Polthier, Gerik Scheuermann) Topology-Based Methods in Visualization II, Springer Verlag 2009
- (hrsg. mit Lars Linsen, Hans Hagen und Bernd Hamann) Visualization in Medicine and Life Sciences II, Springer Verlag 2012
- (hrsg. mit Lars Linsen und Bernd Hamann) Visualization in Medicine and Life Sciences III, Springer Verlag 2016